# Villa Le Lac
La villa Le Lac est une villa construite par Le Corbusier pour ses parents en 1923 à Corseaux près de Vevey, dans le canton de Vaud, en Suisse. Le site est inscrit, avec 16 autres œuvres architecturales de Le Corbusier, sur la liste du patrimoine mondial de l'UNESCO en 2016.

## Histoire
Les parents de Le Corbusier quittent la Maison Blanche de La Chaux-de-Fonds en 1919 et vivront dans un chalet (Les Châbles) à Blonay jusqu'à leur emménagement à la Villa "Le Lac" la veille de Noël 1924. La surface de la Villa "Le Lac" est de 64 m2 (4 x 16 m). En 1931, une chambre d'amis (la fruitière) est ajoutée en hauteur dans l'angle nord-ouest. La fenêtre de 11 mètres – acteur principal de la façade sud – est une innovation constructive en 1923. Il s'agit de l'un des "Cinq points d'une architecture nouvelle" qui trouveront un aboutissement en 1928 à la Villa Savoye. Deux autres de ces points sont mis en œuvre dans cette "machine à habiter" face au Léman : le plan libre et le toit-terrasse. Georges-Edouard et Marie-Charlotte-Amélie, les parents de Le Corbusier Jeanneret, habitèrent la Villa "Le Lac" jusqu'à leur mort respective en 1926 et 1960. Le frère de Le Corbusier, Albert Jeanneret, musicien, y resta jusqu'en 1973. La Villa "Le Lac" est un monument historique inscrit en note 1 (bien culturel suisse d'importance nationale). En 2010, la Villa "Le Lac" devient un musée selon le vœu formulé par Le Corbusier. L'Association Villa "Le Lac" Le Corbusier en assure la gestion depuis 2013.

## Description
Le programme architectural de la Villa "Le Lac" est une maison pour deux personnes âgées vivant sans domestiques. Dans un espace restreint délimité par la parcelle de terrain et sa position entre le chemin et le lac l'architecte organise l'espace : vestibule, séjour (espace de travail pour sa mère, professeur de piano), chambre à coucher, chambre d'amis modulable, salle de bain, penderie, cuisine, salle de bain, W-C, et chauffage. L'architecte façonne une géographie « des fonctions précises avec des dimensions spécifiques pouvant atteindre un minimum utile : une machine économe et efficiente réalisant des contiguïtés efficaces ».
La Villa "Le Lac" est complétée d'un espace de verdure. Un jardin fermé, muré sur trois côtés jouxte la Villa qui ferme le dernier côté. Le jardin, cloîtré pour limiter la vue sur le paysage, fait contrepoint à la maison, prisme horizontal ouvert sur 11 mètres pour accueillir la lumière du sud. Mais le mur du jardin est percé d'une unique fenêtre, écho raccourci de celle de la Villa, qui impose un cadrage du paysage, une vision circonscrite, organisée.

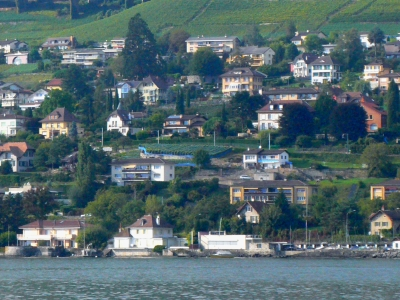
La Villa "Le Lac", au premier plan à droite, entre le Lac Léman et les vignes de Lavaux.
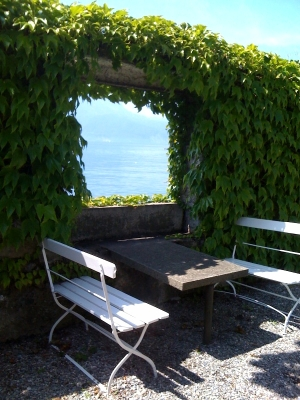
La salle de verdure.
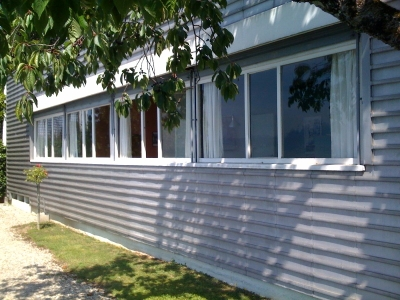
La fenêtre en longueur (11 m), préfiguration de celles de la Villa Savoye.

## Classement à l'UNESCO
La candidature de plusieurs sites construits par Le Corbusier (dont la Villa "Le Lac") au patrimoine mondial de l'UNESCO a déjà été refusée en 2009 puis en 2011 en raison d'une liste trop longue et l’absence du site de Chandigarh en Inde,. Un nouveau dossier de candidature tenant compte des différentes remarques est déposé fin janvier 2015 et proposé lors de la 40e session du Comité du patrimoine mondial qui se tient à Istanbul (Turquie) du 10 au 17 juillet 2016.
Cet ensemble de sites est finalement classé le 17 juillet 2016.